# جوزفين كلاي فورد
جوزفين كلاي فورد (بالإنجليزية: Josephine Clay Ford)‏ هي فاعلة خير أمريكية، ولدت في 1923 في ديربورن في الولايات المتحدة، وتوفيت في 2005 في ديترويت في الولايات المتحدة.